# Pomnik Jánosa Esterházyego w Warszawie
Pomnik Jánosa Esterházyego – monument znajdujący się na warszawskim Ursynowie przy ulicy Przy Bażantarni 3 upamiętniający czechosłowackiego polityka węgierskiego pochodzenia Jánosa Esterházyego.
Pomnik jest darem Węgier dla Warszawy. Autorem popiersia jest węgierski rzeźbiarz János Blaskó.
Pomnik został odsłonięty 15 czerwca 2011 przed kościołem bł. Władysława z Gielniowa w obecności m.in. przewodniczącego Zgromadzenia Narodowego Węgier László Kövéra.